# 마리샹탈 페롱

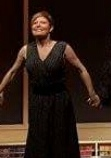

마리샹탈 페롱(프랑스어: Marie-Chantal Perron, 1967년 2월 1일 ~ )은 캐나다의 배우이다.

## 영화
- 더 헤어 오브 더 비스트 (2010년)
- 바빈 (2008년)